# Tscherjomuchowo (Kaliningrad)
Tscherjomuchowo (russisch Черёмухово, deutsch Groß Klitten) ist ein Ort in der russischen Oblast Kaliningrad (Gebiet Königsberg (Preußen)). Er gehört zur Domnowskoje selskoje posselenije (Landgemeinde Domnowo (Domnau)) im Rajon Prawdinsk (Kreis Friedland (Ostpr.)).

## Geographische Lage
Tscherjomuchowo liegt etwa elf Kilometer südwestlich der jetzigen Rajonshauptstadt und einstigen Kreisstadt Prawdinsk (Friedland) und zwei Kilometer östlich von Domnowo (Domnau) an einer Nebenstraße, die direkt in den Ort führt. Bis 1945 war Domnau die nächste Bahnstation an der Strecke von Königsberg (heute russisch: Kaliningrad) nach Angerburg (heute polnisch: Węgorzewo), die nicht mehr in Betrieb ist.

## Geschichte
Im Jahre 1874 wurden der einstige Gutsbezirk und die einstige Landgemeinde in den neu errichteten Amtsbezirk Schloss Domnau eingegliedert. Der Gutsbezirk befand sich bis zur Vertreibung 1945 in der vierten Generation im Besitz der Adelsfamilie von Gottberg.  Er gehörte zu dem 1927 in Landkreis Bartenstein (Ostpr.) umbenannten Kreis Friedland im Regierungsbezirk Königsberg der preußischen Provinz Ostpreußen. Am 17. November 1893 wurde die Landgemeinde Groß Klitten in den Gutsbezirk Groß Klitten eingegliedert, der dann im Jahre 1910 165 Einwohner zählte.
Am 30. September 1928 wurden der Gutsbezirk Groß Klitten und der Gutsbezirk Woopen zur neuen Landgemeinde Groß Klitten zusammengeschlossen. Am 4. Mai 1930 schließlich wurde Groß Klitten namensgebender Ort für den bisherigen Amtsbezirk Schloss Domnau. Von 1931 bis 1945 gehörten dazu: die Landgemeinde Groß Klitten und die Landgemeinde Preußisch Wilten (russisch: Snamenskoje).
1945 kam das nördliche Ostpreußen und mit ihm auch Groß Klitten zur Sowjetunion. Der Ort heißt seit 1950 „Tscherjomuchowo“ und war bis zum Jahre 2009 in den Domnowski sowjet (Dorfsowjet Domnowo (Domnau)) eingegliedert. Seither ist Tscherjomuchowo aufgrund einer Struktur- und Verwaltungsreform eine als „Siedlung“ (russisch: possjolok) eingestufte Ortschaft innerhalb der Domnowskoje selskoje posslenije (Landgemeinde Domnau) im Rajon Prawdinsk.

## Kirche
Die Bevölkerung von Groß Klitten war vor 1945 mehrheitlich evangelischer Konfession und somit in das Kirchspiel Domnau (russisch: Domnowo) eingepfarrt. Es gehörte zum Kirchenkreis Friedland (heute russisch: Prawdinsk), danach zum Kirchenkreis Bartenstein (heute polnisch: Bartoszyce) in der Kirchenprovinz Ostpreußen der Kirche der Altpreußischen Union.
Auch heute besteht eine kirchliche Verbindung von Tscherjomuchowo nach Domnowo, dessen jetzige evangelisch-lutherische Kirchengemeinde eine Filialgemeinde der Auferstehungskirche in Kaliningrad (Königsberg) ist und zur Propstei Kaliningrad in der Evangelisch-lutherischen Kirche Europäisches Russland (ELKER) gehört.

## Söhne und Töchter des Ortes
- Kurt von Sanden (Generalleutnant) (1851–1918), deutscher Generalleutnant
- Wilhelm von Gottberg (* 1940), deutscher Politiker (CDU, AfD), Abgeordneter des Deutschen Bundestages, Polizeibeamter und ehemaliger Vizepräsident des Bundes der Vertriebenen